# Conestable
El terme conestable ha designat diversos càrrecs al llarg de la història, variant les seves atribucions segons el lloc i el moment històric al qual fem referència. Deriva de l'expressió llatina comes stabulari el cap de les cavallerisses dels emperadors romans del baix imperi.
Dins de la Corona d'Aragó la conestablia era un títol que equivalia al cap suprem de l'exèrcit del rei, amb atribucions militars com les del senescal (títol usat fins al 1358).